# Чартерхаус (школа)
Школа Чартерхаус (англ. Charterhouse School) — мужская средняя школа в Великобритании. Основана в 1611 году; находилась в здании бывшего картезианского монастыря в Лондоне; в 1872 году переведена в Годалминг (графство Суррей); около 800 учащихся. В 2006 году признана самой дорогой школой Британии по данным журнала Forbes. В 2018/19 учебном году стоимость обучения составила 39 165 фунтов стерлингов в год.

## История
Основана в 1611 году Томасом Саттоном (1532—1611) — незадолго до смерти он основал на месте старого картезианского монастыря школу и богадельню. За счёт его средств здесь получили приют 80 пожилых мужчин (обедневших дворян, бывших солдат и разорившихся торговцев) и обучалось 40 мальчиков. Вскоре больница в Чартерхаусе стала известной, поскольку в ней работал Генри Леветт, поступивший сюда на службу в 1712 году. Он был известен благодаря своим методам лечения оспы. Тогда директором школы был роялист Роберт Брук, через несколько лет Кромвель отправил его в отставку. Однако общая комната в Чартерхаусе до сих пор носит его имя — Брук-холл.
Первым реформатором школы стал Уильям Хейг Браун, по решению которого в 1872 году школа была перенесена из Лондона на то место, где находится и сейчас. Для школы приобрели участок неподалёку от Годалминга, площадью в 68 акров или 270 000 м². В 1872 году в школе обучалось 120 учеников. Девиз школы — Deo Dante Dedi.

### Здания и инфраструктура
Помимо основных школьных зданий, школьный комплекс имел ещё три постройки: Saunderites, Verites и Gownboys. Со временем, с расширением школы, было построено ещё 8 домов. На данный момент в школе всего 12 пансионатов для проживания учеников, построенных в стиле викторианской готики, каждый корпус отличается своими цветами и ученики соревнуются друг с другом. На территории одиннадцать школьных резиденций для мальчиков и одна для девочек. В 1927 году Джайлс Гилберт Скотт (британский архитектор, известный благодаря своей дизайну культовой красной телефонной будки) создал для школы здание часовни, посвящённое ученикам, погибшим в Первой Мировой войне. Их было около 700. Позднее к их именам добавилось 350 имён тех, кто погиб во Второй Мировой войне и других, более поздних конфликтах. Это самый большой военный мемориал в Англии.
В числе современных зданий и инфраструктуры школы: арт-студия, центр технологий имени Джона Дерри (британский лётчик-испытатель, выпускник Чартерхауса), театр имени Бена Трэверса (британский писатель), музыкальный центр имени Ральфа Воана-Уильямса (британский композитор и дирижёр), королевский спортивный центр, библиотека, в которой более 20 000 томов книг, научная лаборатория, спортзал, крытый бассейн на 6 дорожек, 18 футбольных полей, 18 теннисных кортов, 11 полей для игры в крикет и поле для гольфа на 9 лунок. В 2006 был построен Центр социальных наук им. Бевериджа, а в 2007 открылось здание «Современные языки».

### Дома Чартерхауса
| Название дома  | Сокращение | Тип здания | Цвет дома      | Заведующий             |
| -------------- | ---------- | ---------- | -------------- | ---------------------- |
| Saunderites    | S          | Старый     | Оранжевый      | Сюзан Аллен .          |
| Verites        | V          | Старый     | Голубой        | Эд Рейд .              |
| Gownboys       | G          | Старый     | Тёмно-бордовый | Эндрю Рестон .         |
| Girdlestonites | g          | Старый     | Серебряный     | доктор Филип Лэнгман . |
| Lockites       | L          | Новый      | Светло-зелёный | Эндрю Хант .           |
| Weekites       | W          | Новый      | Светло-красный | Эд Пойнтер .           |
| Hodgsonites    | H          | Новый      | Тёмно-синий    | Иен Ричардс .          |
| Daviesites     | D          | Новый      | Тёмно-зелёный  | Йон Тулли .            |
| Bodeites       | B          | Новый      | Старое золото  | Таос Айдонис .         |
| Pageites       | P          | Новый      | Лиловый        | Ник Пеллинг .          |
| Robinites      | R          | Новый      | Фиолетовый     | Стив Хирн .            |
| Fletcherites   | F          | Старый     | Бирюзово-синий | Элис Брукинг .         |

### Униформа школьников
Первые три года обучения в школе называются Under School и в эти годы ученики одеваются так: белая или синяя рубашка, галстук, серые брюки и синий джемпер, твидовый пиджак. Жилет необязателен. Выходной костюм тёмного цвета в тонкую полоску.
Последние два года обучения составляют Высшую школу, куда переводят после успешной сдачи экзаменов GCSE. Два года ученики готовятся к экзаменам A-Level. В старшей школе твидовый пиджак сменяется синим пиджаком с золотыми или синими пуговицами. Девочки имеют отдельный дресс-код и носят рубашку в розовую и белую или синюю и белую полоску, чёрный пиджак и чёрную юбку или брюки, булавки, обозначающие резиденцию, к которой они принадлежат.
Существуют также награды, которые выделяются цветом. Ученики получают привилегии за заслуги в культуре и спорте, достижения в учёбе. Цвета дома, которые носит ученик, относятся к зданию, в котором он проживает. Галстуки, являющиеся отличительными по цвету, украшены гербами Саттона. Глава школы (старший мальчик) может носить розовый галстук, ученикам, достигшим успехов в основных видах спорта (футбол, крикет, хоккей), разрешают носить бордовые галстуки, ученики, проявившие себя в прочих видах спорта, носят серебряные галстуки. За академические достижения учеников поощряют синим галстуком или галстуком-бабочкой, за достижения в сфере культуры — фиолетовым. За службу школьному сообществу ученики награждаются коричневым галстуком. Члены команды по крикету могут носить в дни матчей розовые спортивные куртки.

### Правила приёма
До 1970 года Чартерхаус оставался школой исключительно для мальчиков, сейчас туда допускаются и девочки, но до 2017 года они принимались только в выпускные классы. Количество учащихся на 2019 год — 800 человек, из которых около 10 % составляют иностранные студенты, в старших классах примерно четверть учащихся — девочки.
С 2017 года школа сообщила о переходе на полное совместное обучение и стала принимать девочек с 13 лет (ранее их принимали только с 16).

## Известные выпускники
- Роберт Грейвс, поэт и писатель.
- Джон Уэсли, основатель Методистской церкви.
- Уильям Блэкстон, историк права, юрист, философ.
- Уильям Хайд Волластон, учёный, открыл родий и палладий.
- Роберт Бейден-Пауэлл, военачальник, основатель скаутского движения.
- Ральф Воан-Уильямс, композитор, дирижёр.
- Роберт Банкс Дженкинсон, граф Ливерпул, лорд Хоксбери, государственный и политический деятель.
- Гастингс Лайонел Исмей, генерал, первый генсек НАТО.
- Исаак Барроу, математик, физик, богослов.
- Джереми Хант, британский политик, консерватор, министр иностранных дел с 2018 года.
- Грегори Бейтсон, учёный-кибернетик.
- Оппенгеймер, Гарри Фредерик, предприниматель и филантроп.
- Полунин, Олег Владимирович, учёный-ботаник.
- Питер Гэбриэл, певец и композитор.
- Теккерей, Уильям Мейкпис, писатель-сатирик.
- Ричард Лавлейс, поэт.
- Натаниэль Ли, драматург.
- Резерфорд Майкл, музыкант, композитор.
- Бэнкс Тони, музыкант, композитор.